# Saxifraga mira
Saxifraga mira är en stenbräckeväxtart som beskrevs av H. Sm.. Saxifraga mira ingår i Bräckesläktet som ingår i familjen stenbräckeväxter. Inga underarter finns listade i Catalogue of Life.